# Charles Mannay

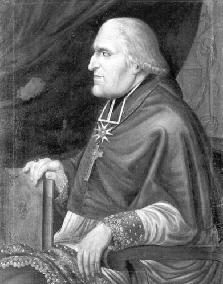
Bischof Charles Mannay

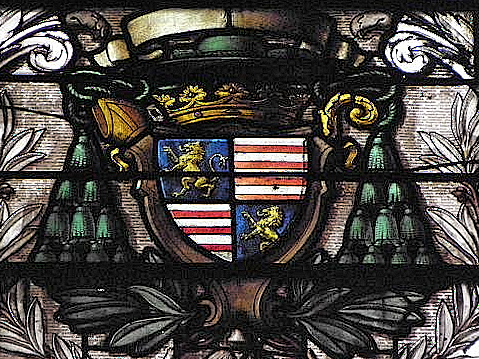
Wappen von Bischof Charles Mannay in der Kathedrale Saint-Pierre in Rennes

Charles Mannay, auch Karl Mannay (* 13. Oktober 1745 in Champeix, Auvergne; † 5. Dezember 1824 in Rennes), war promovierter französischer katholischer Theologe, Kleriker, und Bischof von Trier (1802–1816) unter der Herrschaft Napoléon Bonapartes.

## Leben
Er studierte zunächst Philosophie und katholische Theologie am Seminar St. Sulpice, Paris. Dort erhielt er auch am 30. März 1770 seine Priesterweihe. Am 7. Mai 1780 wurde er Kanoniker und am 26. Februar 1787 Generalvikar unter Erzbischof Jean-Charles de Coucy im Erzbistum Reims. 1783 erlangte er die Promotion in Theologie an der Sorbonne. Als 1789 die französische Revolution ausbrach, emigrierte er nach England, dann Schottland, und kehrte erst nach Unterzeichnung des Konkordats von 1801 (s. u.) nach Frankreich zurück. Durch Vermittlung von Charles-Maurice de Talleyrand-Périgord, dessen Hauslehrer er gewesen war, wurde Mannay durch Napoleon direkt eingesetzt und von Papst Pius VII. bestätigt. Am 18. Juli 1802 erhielt er dazu aus den Händen von Antoine-François-Xavier Mayneaud de Pancemont, Bischof von Vannes, unter Assistenz der Bischöfe von Digne und Nizza die Bischofsweihe. Dies geschah auf der Grundlage des Konkordates zwischen Kaiser und Papst vom 15. Juli 1801 und des Friedens von Lunéville von 1801, der auch das Territorium des ehemaligen Fürstbistums neu gestaltete. Als Teil der linksrheinischen Politik Napoleons wurde zeitgleich auch das Bistum Aachen neu gegründet und sein Bischof Marc-Antoine Berdolet eingesetzt. Im Rest des ehemaligen Erzbistums Mainz wurde Joseph Ludwig Colmar als Bischof von Napoleons Gnaden eingesetzt.

## Bischof von Trier
Mit Mannays Antritt gab es zwei Bistümer Trier, einen linksrheinischen und einen rechtsrheinischen Teil. Die bischöflichen Funktionen im rechtsrheinischen Teil des Erzbistums Trier wurden von Ehrenbreitstein aus durch Bischof Johann Michael Josef von Pidoll als Vertreter des nach Augsburg geflohenen Fürstbischofs Clemens Wenzeslaus von Sachsen ausgeübt. Mannay sprach anfangs kein Deutsch, versuchte aber, sich in Trier zu integrieren. Bei seiner Ankunft musste er zunächst Grundlagen für seine Wirkungsmöglichkeiten schaffen, so war z. B. der Trierer Dom als Lagerhalle „umgenutzt“ worden. Seine guten Verbindungen nach Paris und auch zur lokalen Verwaltung erlaubten eine rapide Verwirklichung seiner Wünsche. Eine seiner ersten Amtshandlungen als Bischof von Trier war die Weihe der Springiersbacher Kloster- zur Bengeler Pfarrkirche, was den Erhalt des Gotteshauses bewirkte. Die Reorganisation und der Neuaufbau seiner Diözese in einer so schwierigen Zeit war eines seiner Hauptverdienste von bleibendem Charakter. Er führte u. a. Institutionen wie Generalvikariat, Priesterseminar, Knabenseminar, Normalschule für die Ausbildung der Lehrkräfte im Bistum ein, weiterhin sorgte er durch geschickte und erfolgreiche Verhandlungen für die Rückgabe des Stiftungsvermögens von Dom und weiteren, nicht veräußerten Gütern. Während seiner Amtszeit war die von ihm veranlasste Rückführung des Heiligen Rocks von Augsburg nach Trier, der kostbaren und berühmten Reliquie, von besonderer Bedeutung. 1810 konnte sie ausgestellt werden. Als Pfarreivisitator war er geschätzt und geachtet. Auf sein Betreiben kamen die Borromäerinnen aus Nancy ins Trierer Bistum. Auf dem Hintergrund der sich gleichermaßen weiter vollziehenden Säkularisation ist diese Möglichkeit zur Niederlassung besonders bemerkenswert. So konnten sie ab 1811 in Trier, mehrere 'Hospitäler' zusammenfassen und ihre wirkungsreiche Tätigkeit, insbesondere die Krankenpflege ausüben. Nach Napoléons unwiderruflichem Sturz verzichtete der als Politiker hochdekorierte Mann (Mitglied der Ehrenlegion (frz. Membre de la Légion d'honneur), Baron des Kaiserreiches (frz. Baron de l'Empire), Mitglied des Staatsrates (frz. Membre du Conseil d’État)) am 4. August 1816 auf das Bistum Trier aufgrund politischen Drucks seitens Preußens. Am 11. November des gleichen Jahres schied er von seinen Diözesanen und kehrte nach Frankreich zurück. Dort wurde Charles Mannay 1817 auf Anordnung Ludwig XVIII. Bischof von Auxerre und 1820 Bischof von Rennes, wo er im südlichen Querarm der Pfarrkirche Notre-Dame en Saint-Melaine begraben liegt. Am 22. Dezember 1824 wurde im Trierer Dom das Requiem gehalten.

## Wappen

Wappen von Charles Mannay

Blasonierung seines Wappens: Geviert von Blau und Silber, in 1 und 4 ein goldener Löwe, in 2 und 3 drei rote Balken.